# Massacre da Colina de San Juan
O massacre da Colina de San Juan ou Massacre dos 71 ocorreu em 12 de janeiro de 1959, em Cuba. Foi o fuzilamento de 71 colaboradores do regime de Fulgencio Batista. Após terem sido sumariamente condenados, os 71 acusados foram sujeitos a tortura e a um massacre.

## Antecedentes

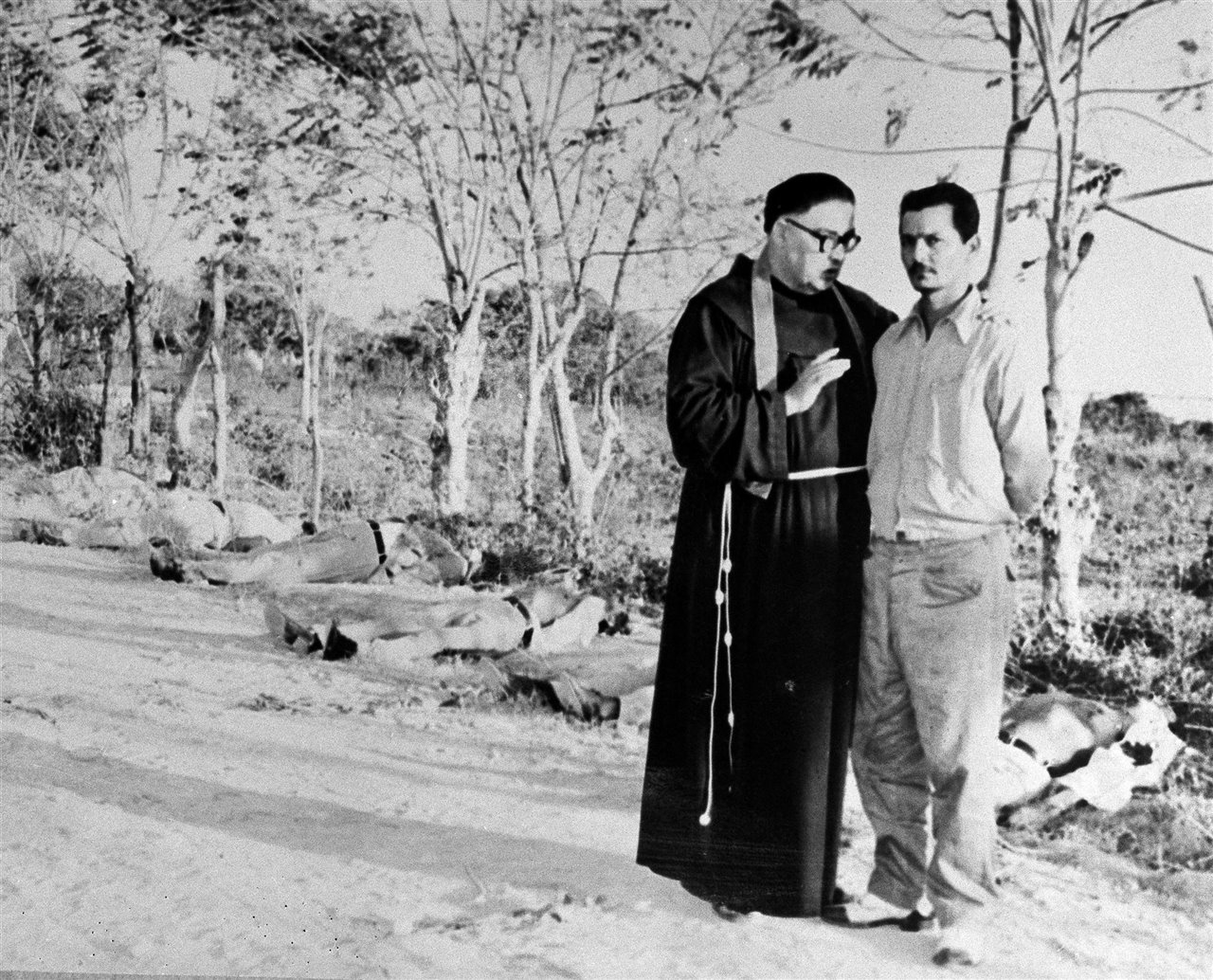
Momentos antes da execução de Arístidez Díaz em Manzanillo. Aqui ele recebeu os últimos sacramentos.

Após o triunfo da Revolução Cubana em 1º de janeiro de 1959, dezenas de apoiadores de Fulgencio Batista e membros das forças armadas e da polícia foram presos e acusados de crimes de guerra e outros abusos. Segundo a revista americana Time, a maioria dos acusados:
"eram assassinos comprovados, cujas mentes distorcidas extraíam prazer da dor. Para extrair segredos de rebeldes capturados, arrancavam unhas, carbonizavam mãos e pés em tornos em brasa. A castração era uma das principais armas da polícia..."
De acordo com a organização cubana Archivos Cuba, encarregada de recolher informações sobre as vítimas das ditaduras de Fulgencio Batista e Fidel Castro, a organização alega que a maioria dos acusados não cometeu nenhum crime. A constituição cubana de 1940 proibia a pena de morte, mas fora recentemente abolida.

## Julgamento
Em 11 de janeiro, um tribunal revolucionário em Santiago de Cuba condenou quatro indivíduos à morte após um julgamento sumário de 4 horas, à razão de 4 minutos para cada sentença. Foi dirigido por Belarmino Castilla Mas e Jorge Serguera atuou como promotor; tudo ocorreu em um ambiente frenético, sem advogados de defesa ou provas que os incriminassem por crimes anteriores.

O tribunal também foi presidido pelo comandante do Exército Rebelde, Raúl Castro, que estava no comando da província de Oriente. Os rebeldes de Santiago condenaram mais 68 homens à pena de morte. Raúl Castro declarou que "se um era culpado, todos também eram culpados". Dez homens também foram condenados a 10 anos de prisão e 47 foram absolvidos. Na prisão de Boniato, 6 padres ouviram as últimas confissões dos condenados. Depois, amarrados com cordas e em pares, foram levados em caminhões para um campo de tiro na Colina de San Juan. A revista Time afirma:
"Os ônibus chegaram ao campo de tiro antes do amanhecer e os condenados desmontaram, com as mãos amarradas e os rostos abatidos. Alguns alegaram que eram simpatizantes dos rebeldes o tempo todo, alguns choraram, a maioria ficou em silêncio. Em uma colina com vista para a serra, uma multidão aplaudia a cada salva. 'Matem-nos, matem-nos', gritaram os espectadores."
A opinião pública esmagadora instou os pelotões de fuzilamento a avançar. Nenhuma voz cubana se levantou em protesto, embora seja impossível dizer se houve ou não dúvidas privadas.

## Fuzilamentos e testemunhos

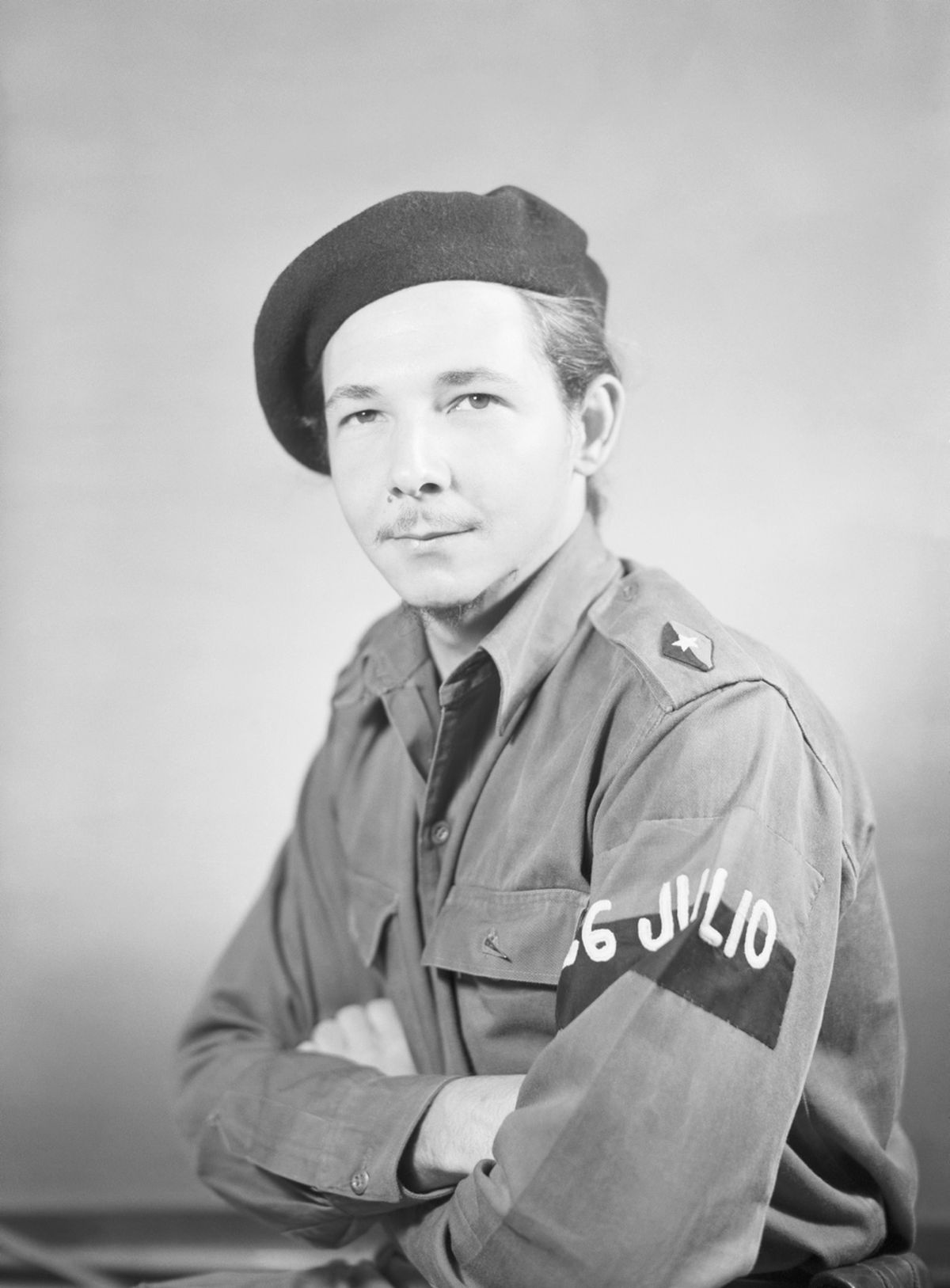
Raúl Castro em 1959.

Em 12 de janeiro de 1959, por volta das 2h da madrugada, o massacre começou. Os homens foram alinhados, um por um, e fuzilados em frente a uma vala de 40 metros. Entre 71 e 73 cubanos foram executados e enterrados em uma vala comum que havia sido cavada algum tempo antes do julgamento. Raúl Castro dirigiu o massacre.

A lista para o pelotão de fuzilamento continha 72 nomes, mas um conseguiu escapar ao pelotão, presumivelmente graças a contatos pessoais. Ele era um garoto de 15 anos apelidado de El Fiñe. Outros três presos do total reconcentrado na cozinha n.º 8 do presídio de Boniato também conseguiram escapar. O padre Jorge Bez Chabebe acompanhou cada uma das vítimas até à sua execução e confirmou que os fuzilamentos continuaram até às dez da manhã. O padre Jorge Bez Chabebe repreendeu seu companheiro rebelde:
"Sr. Capitão, o senhor não pode parar com isso? Vai contra todas as leis, contra a constituição da república pela qual confrontamos Batista."
E o rebelde respondeu: “Padre, cumpra o seu dever... se eu não atirar, atirarão em mim”. O jornalista Antonio Llano Montes, testemunha e conhecedor do ocorrido, revelou ter visto mãos na superfície da terra, reforçando a hipótese de que entre os fuzilados havia vítimas vivas, que morreram asfixiadas ao tentar sair. Antonio Llano Montes afirmou na Rádio Mambí:
“Fomos relatar o julgamento que estava sendo feito em 72 pessoas infelizes. Estávamos presentes quando Raúl Castro interrompeu o tribunal e disse: “Se um é culpado, os outros também são. “Condenamo-los a todos a serem fuzilados”.

"Raúl Promete Mais Execuções", jornal que analisa declarações de Raúl Castro.

O massacre foi particularmente anunciado e glorificado pela imprensa oficial da época, com o objectivo de criar terror, reprimir a oposição e consolidar rapidamente o poder. As vítimas foram privadas do processo legal mais básico. A comunidade internacional ficou chocada com o derramamento de sangue. O delegado do Uruguai nas Nações Unidas, o embaixador cubano na Argentina, o senador liberal americano Wayne Morse e o governador de Porto Rico, Luis Muñoz Marín, protestaram. A resposta de Fidel Castro foi:
“Demos ordens para atirar em cada um desses assassinos e, se tivermos de nos opor à opinião mundial para alcançar a justiça, estamos dispostos a fazê-lo”.
Em 1963, o furacão Flora desenterrou alguns corpos, removendo-os da superfície e deixando-os visíveis a todos. O governo transferiu os corpos para pesados túmulos de concreto e os jogou nas profundezas da Fossa Cayman.